# ホールドアウト (不動産)

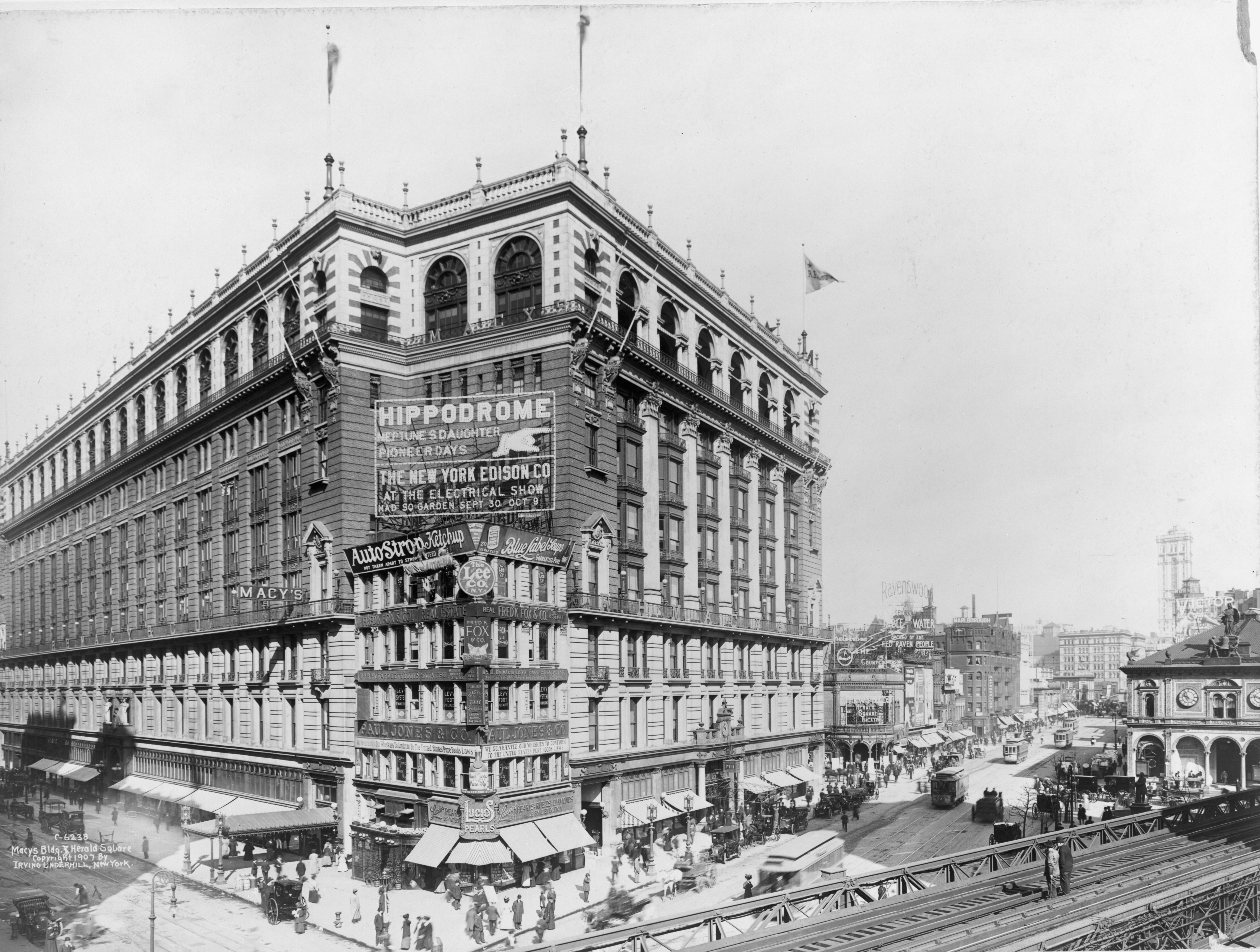
メイシーズ・ヘラルド・スクエア店の角にあるホールドアウト「ミリオンダラーコーナー」1907年

不動産におけるホールドアウト（英: Holdout）とは、大規模な不動産開発のために買収が持ちかけられたものの、所有者が売却を拒否、または、デベロッパーの提示額に納得できないなどの理由から買収されず、開発から取り残された不動産を指す言葉である。ホールドアウトには、世界各国で多くの事例が存在する。

## 実例

### アメリカ
有名なホールドアウトの1つは、ニューヨークのヘラルド・スクエアにあるメイシーズの旗艦店の区画、ブロードウェイと34丁目の交差する角に建つビルである。この建物は1911年当時、前例のなかった100万ドルという高額で売られたことから「ミリオンダラーコーナー」と名付けられた。

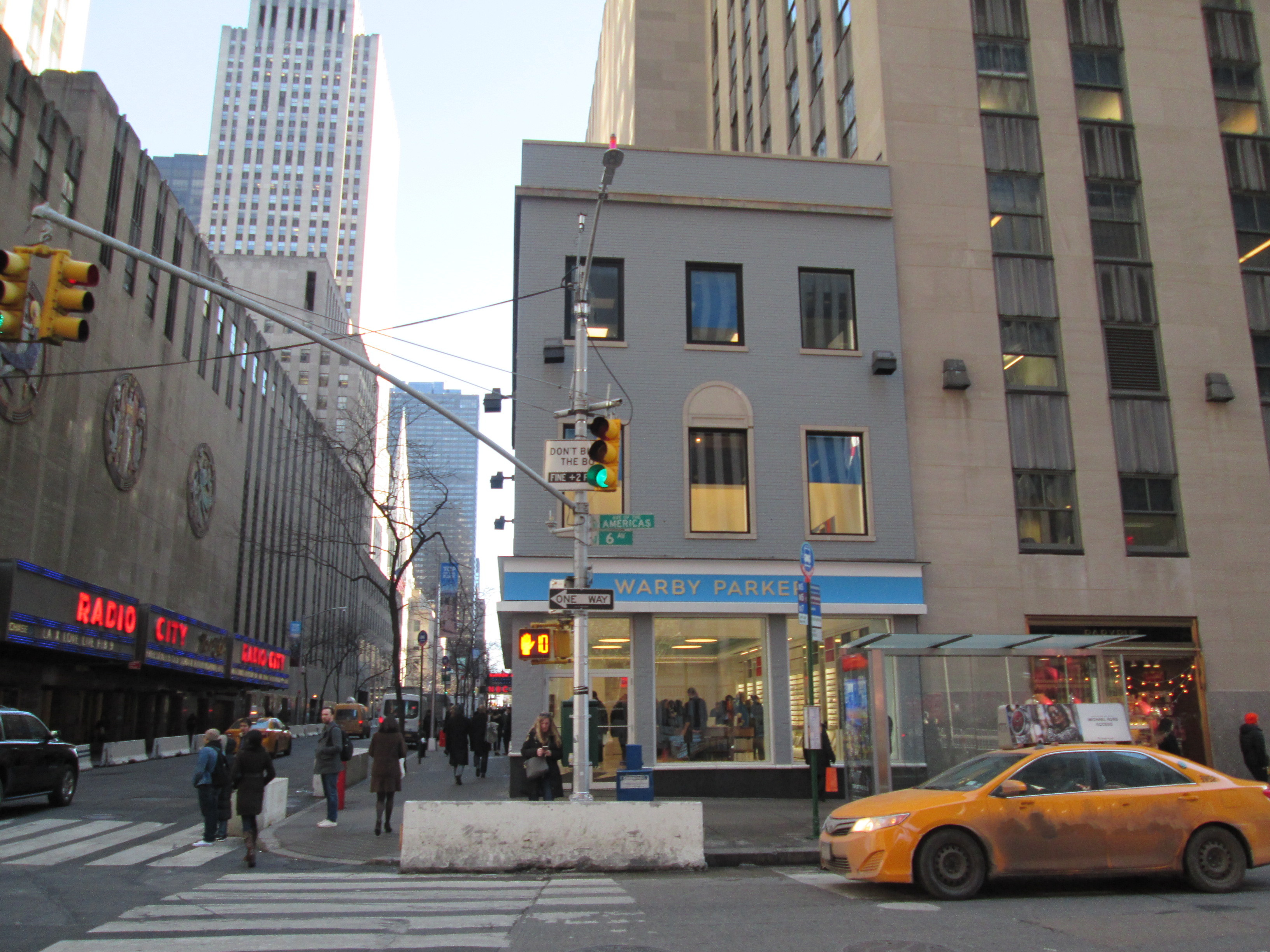
30ロックフェラー・プラザの角に所在する建物

このメイシーズ・ヘラルド・スクエア店から北に1マイルほどの場所に所在する30ロックフェラー・プラザでは、6番街と49丁目、50丁目の交差する角、それぞれに建物があり、わずかにセットバックしている。この角のうち、50丁目に面する建物の所有者は、ロックフェラーセンター建設の間、ジョン・ロックフェラー2世への売却を完全に拒絶した。また、ロックフェラーは、もう一方の49丁目に面する建物であるタウンハウスの購入には成功したものの、長期の賃貸借契約を結んでいた賃借人の2人が退去の条件として、合わせて2億5000万ドル（2021年現在の価値にして43億ドル相当）を要求したため、この2か所がホールドアウトとなった。
テキサス州のヒューストンでは、1980年代初頭のルイジアナ・ストリート700における建設で、特殊なホールドアウトを取り巻くジレンマに直面した。建設予定区画の角には、ウエスタンユニオンの所有する通信設備の拠点が所在しており、通信ケーブルの経路変更が財政的に困難であるとし移転を望まなかった。デベロッパーのハインズ・インタレスト・リミテッド・パートナーシップは、ウエスタンユニオンビルの占有者と交渉し、新たに建設する超高層ビルに隣接する、12階建ての銀行ロビーの内部に、ウエスタンユニオンビルを完全に包み込む計画を実施した。こうしてウエスタンユニオンビルは稼働を継続しながらも隠蔽されることとなり、建設を完了させた。

### イギリス

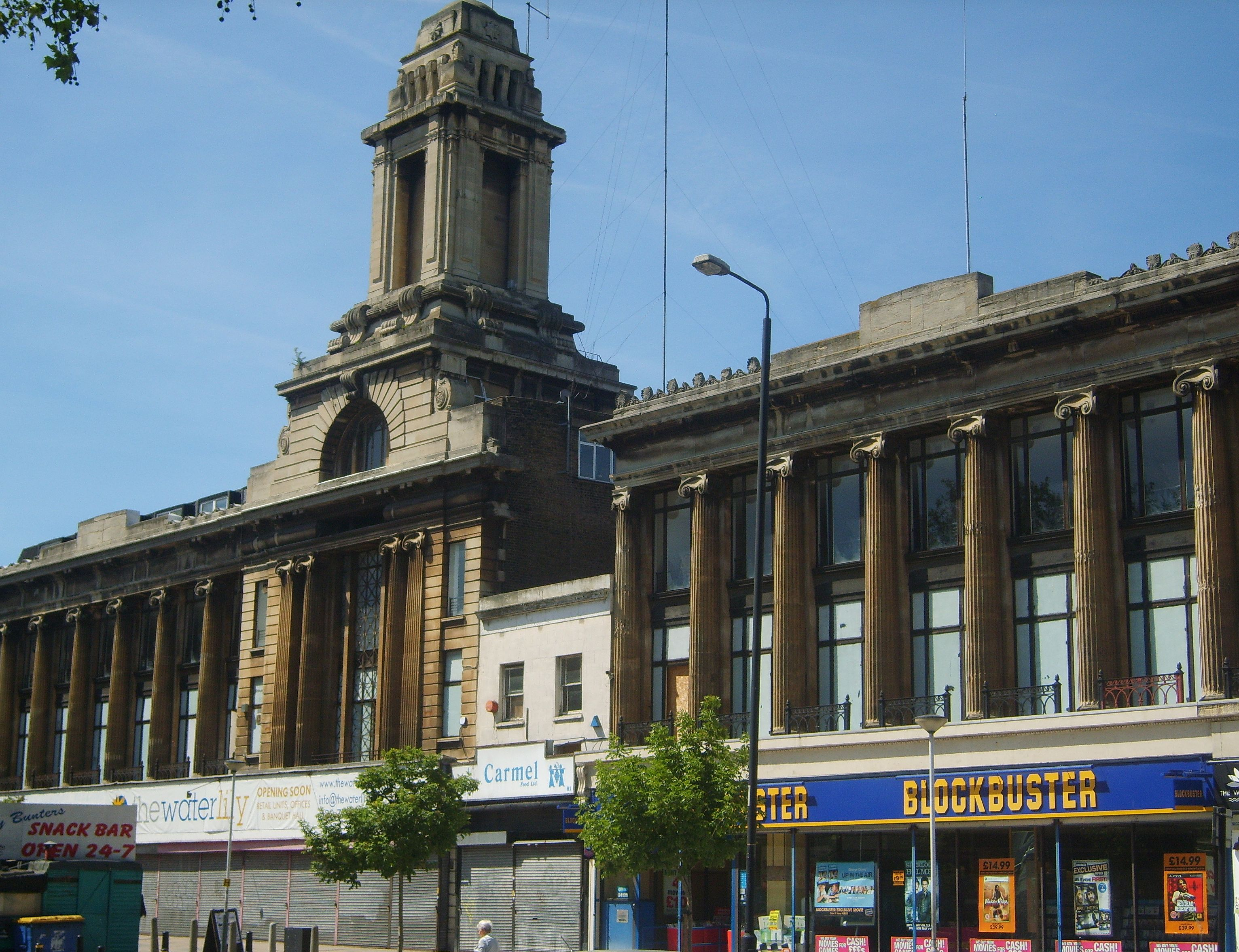
宝石店を取り囲むウィッカムズ・デパートメント・ストア

1927年、イーストエンド・オブ・ロンドンのステップニー、マイル・エンド・ロードの北側に所在するデパートメント・ストアのウィッカムズは、宝石店オーナー経営者に買収を拒まれ、宝石店を取り囲むように店舗の建設を行った。

### 日本
1990年代に始まった新東京国際空港（現：成田国際空港）の二期工事は、地元住民の大きな抗議運動に見舞われた（「三里塚闘争」および「成田空港問題」も参照）。既に敷設された滑走路と、新たに敷設する滑走路に囲まれる状況になっても、移住を拒む住民がいるため、ホールドアウトとなっている。

## ネイルハウス
ネイルハウス（英: nail house）は、中国の造語である「釘子戸」（拼音: dīngzihù、「釘の家」の意）の翻訳借用であり、開発の目的でなされる家の買収を拒否する人、もしくはその家自体を指す言葉である。元々の中国語の用語は、引き抜くことができない釘のように突き出ている様子を表している。

### 背景
中国の不動産制度では、土地の所有者は国家、もしくは、集団となっており、私的所有は認められていない。個人が有するのは土地使用権という権利である。1978年の「中華人民共和国土地管理法」制定以降、土地使用権を有償譲渡するという中国の土地市場の形成が始まった。
1990年代後半には、経済成長により自由市場経済が台頭したことで、人口密度の高い都市の中心部において、民間のデベロッパーによるショッピングモールやホテルの建設、その他の不動産開発が活発となり、その土地に住んでいた住民を移住させる必要性が生じ始めた。デベロッパーは、不動産の開発前の価値や、移転先での住居確保のコストを反映したうえで、一般的には、低めの保証額を提示する。そのため、住民が抵抗したり、優位な立場を取ろうと交渉することもあるが、有力なデベロッパーは、地元の役人や裁判所に退去を命じるように働きかけを行ったり、濡れ衣を着せて逮捕させたり、威嚇のために暴漢を雇うといった事例もある。こういった半強制的な行為に市民の反発が高まっていた。

### 実例

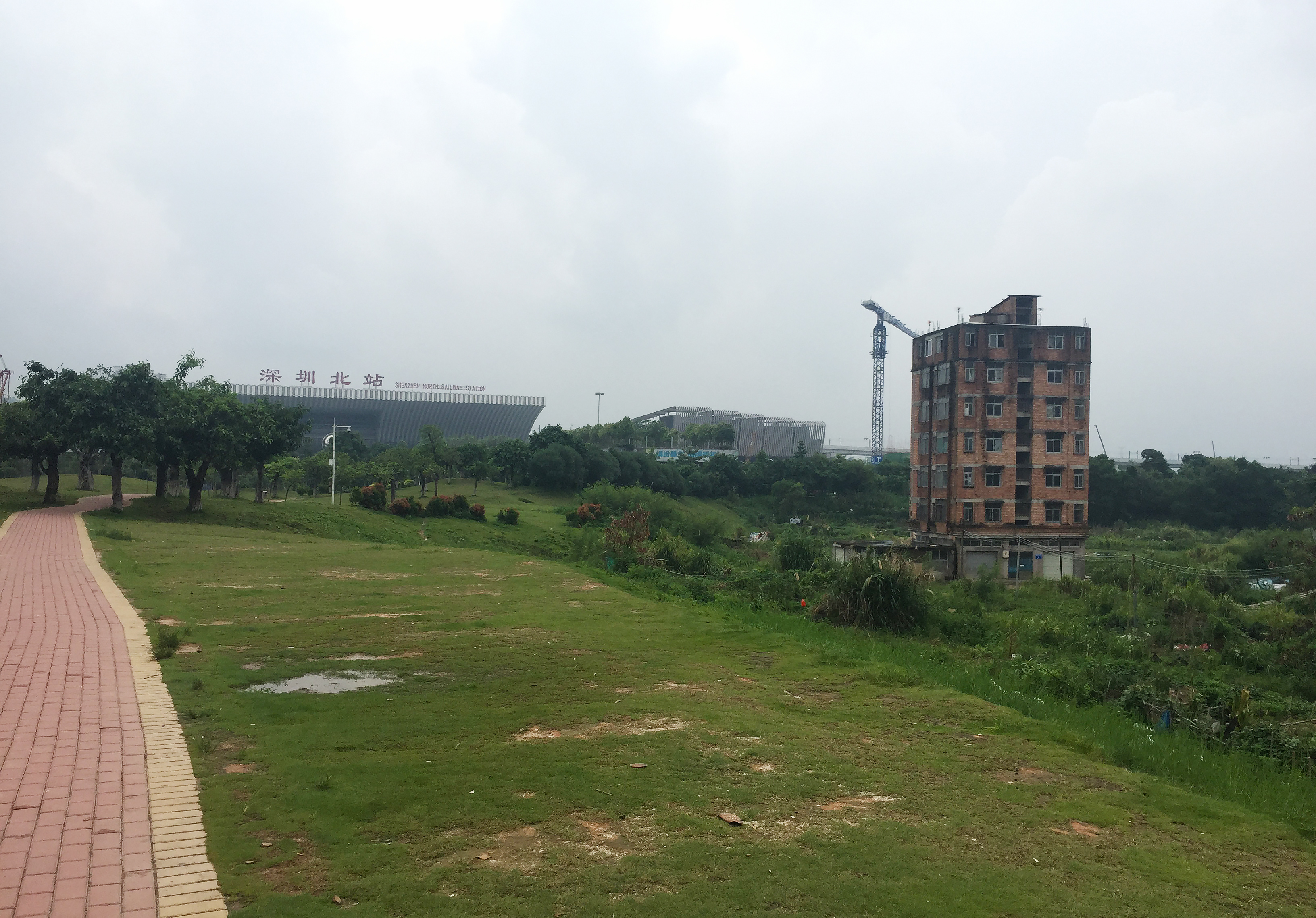
深圳北駅付近に所在するホールドアウト、2016年

多くのネイルハウスが中国の報道により広く注目を集めている。2007年、重慶市の6階建てショッピングモールの建設地では、280世帯のうちの1家族が、立ち退きを3年間拒み続けるという事態が発生した。デベロッパーは占拠を妨害するため、電力と水道を遮断、家の周囲を10メートルの深さまで掘り下げた。所有者の男性は建設現場に侵入し、10メートルの土台部分にヌンチャクを使って簡易な階段を作り再占拠に成功、その後、屋根に中国の国旗と抗議の旗を共に掲げた。また、男性が立てこもる間、男性の妻は記者会見を開くなどの抗議活動を行っていた。こういった夫妻の活動や印象的なネイルハウスの姿は、3月16日に中華人民共和国物権法が採択されたことによる、私有財産権への意識の高まりも後押しし、メディアやネットで取り上げられ、耳目を集めた。最終的には、立ち退きに応じ、2007年4月に取り壊された。
長沙市で発生した事例では、ショッピングモール建設後もネイルハウスは残り続け、現在もショッピングモールの中庭に位置している。
深圳市では、京基100の建設予定地に立つ7階建てのネイルハウスを巡り、デベロッパーとの約1年に及ぶ闘争の末、所有者夫妻は1258万元（約164万ドル）の保証を受けた。
浙江省の温嶺市では、新たに敷設された道路の真ん中に立つネイルハウスが注目を集めた。所有者夫妻は2001年以降、提示額での売却を拒否し続けたことにより、家を取り囲むように道路が整備された。最終的には、1万4000ドル相当の保証を受け入れ、2012年12月に取り壊された。